# Tapin (Polska)
Tapin – wieś w Polsce położona w województwie podkarpackim, w powiecie jarosławskim, w gminie Rokietnica.
W latach 1975–1998 miejscowość administracyjnie należała do województwa przemyskiego.

## Części wsi
| SIMC    | Nazwa               | Rodzaj    |
| ------- | ------------------- | --------- |
| 0610299 | Mogiła              | część wsi |
| 0610307 | Na Dolinie          | część wsi |
| 0610313 | Parcelacja Tapińska | część wsi |